# Austrocactus
Austrocactus Britton & Rose è un genere di piante succulente della famiglia delle Cactacee.

## Tassonomia
Il genere comprende le seguenti specie:
- Austrocactus bertinii (J.F.Cels) Britton & Rose
- Austrocactus coxii (K.Schum.) Backeb.
- Austrocactus ferrarii R.Kiesling, E.Sarnes & N.Sarnes
- Austrocactus hibernus F.Ritter
- Austrocactus pauxillus E.Sarnes & N.Sarnes
- Austrocactus philippii (Regel & Schmidt) Buxb.
- Austrocactus praecox E.Sarnes & N.Sarnes
- Austrocactus spiniflorus (Phil.) F.Ritter
- Austrocactus subandinus E.Sarnes & N.Sarnes